# Zimbabwe Records
Zimbabwe Records foi uma gravadora independente de música urbana, bem como reggae, dancehall, pagode, hip hop e R&B, localizada em São Paulo, Brasil. A gravadora lançou nomes como: Racionais MC's, Negritude Júnior  e Xis .